# Wan Abdul Rahman Hamdan
Wan Abdul Rahman Hamdan, né le 19 juin 1999,, est un coureur cycliste malaisien.

## Biographie
En 2016, Wan Abdul Rahman Hamdan est sacré champion de Malaisie du contre-la-montre chez les juniors. Il se classe également troisième d'une étape du Tour de DMZ en 2017. L'année suivante, il évolue au sein de l'équipe continentale Forca Amskins Racing. Il participe ensuite à ses premières compétitions européennes en 2019, sous les couleurs de l'USSA Pavilly Barentin. 
En 2020, il retrouve le niveau continental en intégrant la formation Terengganu Inc-TSG. Bon sprinteur, il se distingue lors de la saison 2021 en terminant troisième d'une étape du Tour de Thaïlande. Il devient par ailleurs champion de Malaisie sur route parmi les espoirs. Sur piste, il décroche l'or dans la course à l'américaine aux championnats nationaux de 2022, en compagnie de son compatriote Irwandie Lakasek. Il finit aussi quatrième d'une compétition turque et cinquième d'une étape du Sharjah Tour en 2023. 
En 2024, il obtient de nouvelles couleurs places d'honneur en terminant troisième du Tour de Batam, cinquième du Grand Prix de la Ville d'Alger, sixième d'une étape du Tour d'Algérie, septième du Grand Prix d'Annaba ou encore neuvième d'une étape du Tour du lac Poyang.

## Palmarès sur route

### Par année
- 2016
  -  Champion de Malaisie du contre-la-montre juniors
- 2019
  - 4e étape du Tour of Chiangrai
  - 3e du Tour of Chiangrai
- 2021
  -  Champion de Malaisie sur route espoirs
  - 2e du championnat de Malaisie du contre-la-montre espoirs
- 2024
  - 3e du Tour de Batam
- 2025
  - Grand Prix Antalya

### Classements mondiaux
| Année                                 | 2020  | 2021  | 2022 | 2023  | 2024  |
| ------------------------------------- | ----- | ----- | ---- | ----- | ----- |
| Classement mondial                    | 1759e | 2339e | nc   | 1748e | 1184e |
| UCI Asia Tour                         | 138e  | 181e  | nc   | 153e  | 79e   |
|                                       |       |       |      |       |       |
| Légende : nc = non classéSource : UCI |       |       |      |       |       |

## Palmarès sur piste

### Championnats nationaux
- 2022
  -  Champion de Malaisie de l'américaine (avec Irwandie Lakasek)